# Векторный анализ
Ве́кторный ана́лиз — раздел математики, распространяющий методы математического анализа на векторы, как правило в двух- или трёхмерном пространстве.

## Сфера применения
Объектами приложения векторного анализа являются:
- Векторные поля — отображения одного векторного пространства в другое.
- Скалярные поля — функции на векторном пространстве.

Наибольшее применение векторный анализ находит в физике и инженерии. Основные преимущества векторных методов перед традиционными координатными:
1. Компактность. Одно векторное уравнение объединяет несколько координатных, и его исследование чаще всего можно проводить непосредственно, не заменяя векторы на их координатную запись.
2. Инвариантность. Векторное уравнение не зависит от системы координат и без труда переводится в координатную запись в любой удобной системе координат.
3. Наглядность. Дифференциальные операторы векторного анализа и связывающие их соотношения обычно имеют простое и наглядное физическое истолкование.

## Векторные операторы
Наиболее часто применяемые векторные операторы:
- Ротор и дивергенция — для векторных полей.
- Градиент — для скалярных полей.
- Лапласиан — для скалярных и векторных полей.

| Оператор            | Обозначение | Описание                                                                  | Тип                                            |
| ------------------- | --- | ------------------------------------------------------------------------- | ---------------------------------------------- |
| Градиент            | {\displaystyle \operatorname {grad} (f)=\nabla f}                                                                                    | Определяет направление и скорость скорейшего возрастания скалярного поля. | Скаляр {\displaystyle \longrightarrow } вектор |
| Дивергенция         | {\displaystyle \operatorname {div} (\mathbf {F} )=\nabla \cdot \mathbf {F} }                                                         | Характеризует расходимость, источники и стоки векторного поля.            | Вектор {\displaystyle \longrightarrow } скаляр |
| Ротор               | {\displaystyle \operatorname {rot} (\mathbf {F} )=\nabla \times \mathbf {F} }                                                        | Характеризует вихревую составляющую векторного поля.                      | Вектор {\displaystyle \longrightarrow } вектор |
| Лапласиан           | {\displaystyle \Delta f=\nabla ^{2}f=\nabla \cdot \nabla f}                                                                          | Сочетание дивергенции с градиентом.                                       | Скаляр {\displaystyle \longrightarrow } скаляр |
| Лапласиан векторный | {\displaystyle {\displaystyle \Delta \mathbf {A} ={\Delta }A_{x}\mathbf {i} +{\Delta }A_{y}\mathbf {j} +{\Delta }A_{z}\mathbf {k} }} |                                                                           | Вектор {\displaystyle \longrightarrow } вектор |

{\displaystyle \operatorname {grad} (f)=\nabla f={\frac {\partial f}{\partial x}}\mathbf {i} +{\frac {\partial f}{\partial y}}\mathbf {j} +{\frac {\partial f}{\partial z}}\mathbf {k} }
{\displaystyle \operatorname {div} (\mathbf {F} )=\nabla \cdot \mathbf {F} ={\frac {\partial F_{x}}{\partial x}}+{\frac {\partial F_{y}}{\partial y}}+{\frac {\partial F_{z}}{\partial z}}}
{\displaystyle \operatorname {rot} (\mathbf {F} )=\nabla \times \mathbf {F} ={\begin{vmatrix}\mathbf {i} &\mathbf {j} &\mathbf {k} \\{\frac {\partial }{\partial x}}&{\frac {\partial }{\partial y}}&{\frac {\partial }{\partial z}}\\F_{x}&F_{y}&F_{z}\end{vmatrix}}=\left({\frac {\partial F_{z}}{\partial y}}-{\frac {\partial F_{y}}{\partial z}}\right)\mathbf {i} +\left({\frac {\partial F_{x}}{\partial z}}-{\frac {\partial F_{z}}{\partial x}}\right)\mathbf {j} +\left({\frac {\partial F_{y}}{\partial x}}-{\frac {\partial F_{x}}{\partial y}}\right)\mathbf {k} }
{\displaystyle \Delta f=\nabla ^{2}f=\nabla \cdot \nabla f={\frac {\partial ^{2}f}{\partial x^{2}}}+{\frac {\partial ^{2}f}{\partial y^{2}}}+{\frac {\partial ^{2}f}{\partial z^{2}}}}
{\displaystyle \Delta \mathbf {A} ={\Delta }A_{x}\mathbf {i} +{\Delta }A_{y}\mathbf {j} +{\Delta }A_{z}\mathbf {k} ={\biggl (}{\frac {\partial ^{2}A_{x}}{\partial x^{2}}}+{\frac {\partial ^{2}A_{x}}{\partial y^{2}}}+{\frac {\partial ^{2}A_{x}}{\partial z^{2}}}{\Biggr )}\mathbf {i} +{\biggl (}{\frac {\partial ^{2}A_{y}}{\partial x^{2}}}+{\frac {\partial ^{2}A_{y}}{\partial y^{2}}}+{\frac {\partial ^{2}A_{y}}{\partial z^{2}}}{\Biggr )}\mathbf {j} +{\biggl (}{\frac {\partial ^{2}A_{z}}{\partial x^{2}}}+{\frac {\partial ^{2}A_{z}}{\partial y^{2}}}+{\frac {\partial ^{2}A_{z}}{\partial z^{2}}}{\Biggr )}\mathbf {k} }

## Дифференциальные операции второго порядка
|                                       | Скалярное поле {\displaystyle f=f(x,y,z)}                                                                | Векторное поле {\displaystyle \mathbf {A} =A_{x}\mathbf {i} +A_{y}\mathbf {j} +A_{z}\mathbf {k} }                | Векторное поле {\displaystyle \mathbf {A} =A_{x}\mathbf {i} +A_{y}\mathbf {j} +A_{z}\mathbf {k} } |
| ------------------------------------- | --- | --- | --- |
|                                       | {\displaystyle \operatorname {grad} }                                                                    | {\displaystyle \operatorname {div} }                                                                             | {\displaystyle \operatorname {rot} } |
| {\displaystyle \operatorname {grad} } | | {\displaystyle \operatorname {grad} \operatorname {div} (\mathbf {A} )=\nabla \cdot (\nabla \cdot \mathbf {A} )} | |
| {\displaystyle \operatorname {div} }  | {\displaystyle \operatorname {div} \operatorname {grad} (f)=\nabla \cdot \nabla f=\nabla ^{2}f=\Delta f} | | {\displaystyle \operatorname {div} \operatorname {rot} (\mathbf {A} )=\nabla \cdot (\nabla \times \mathbf {A} )=0} |
| {\displaystyle \operatorname {rot} }  | {\displaystyle \operatorname {rot} \operatorname {grad} (f)=\nabla \times (\nabla f)=0}                  | | {\displaystyle \operatorname {rot} \operatorname {rot} (\mathbf {A} )=\nabla \times (\nabla \times \mathbf {A} )=\nabla \cdot (\nabla \cdot \mathbf {A} )-(\nabla \cdot \nabla )\cdot \mathbf {A} =\operatorname {grad} \operatorname {div} \mathbf {A} -\Delta \mathbf {A} } |

Указанные операции называются дифференциальными операциями второго порядка по той причине, что они сводятся к двукратному дифференцированию скалярных или векторных функций (формально: в их символической записи оператор Гамильтона {\displaystyle \Delta } встречается два раза).

## Основные соотношения
Приведём сводку практически важных теорем многомерного анализа в векторной записи.
| Теорема                         | Запись | Пояснения |
| ------------------------------- | --- | --- |
| Теорема о градиенте             | {\displaystyle \varphi \left(\mathbf {q} \right)-\varphi \left(\mathbf {p} \right)=\int _{L}\nabla \varphi \cdot d\mathbf {r} .}                             | Криволинейный интеграл от градиента скалярного поля равен разности значений поля в граничных точках кривой.                         |
| Теорема Грина                   | {\displaystyle \oint \limits _{C}L\,dx+M\,dy=\iint \limits _{D}\left({\frac {\partial M}{\partial x}}-{\frac {\partial L}{\partial y}}\right)\,dA}           | Криволинейный интеграл по замкнутому плоскому контуру может быть преобразован в двойной интеграл по области, ограниченной контуром. |
| Теорема Стокса                  | {\displaystyle \int \limits _{\Sigma }\nabla \times \mathbf {F} \cdot d\mathbf {\Sigma } =\oint \limits _{\partial \Sigma }\mathbf {F} \cdot d\mathbf {r} ,} | Поверхностный интеграл от ротора векторного поля равен циркуляции по границе этой поверхности.                                      |
| Теорема Остроградского — Гаусса | {\displaystyle \iiint \limits _{V}\left(\nabla \cdot \mathbf {F} \right)dV=\iint \limits _{\partial V}\mathbf {F} \cdot d\mathbf {S} ,}                      | Объёмный интеграл от дивергенции векторного поля равен потоку этого поля через граничную поверхность.                               |

## Исторический очерк
Первым векторы ввёл У. Гамильтон в связи с открытием в 1843 г. кватернионов (как их трёхмерную мнимую часть). В двух монографиях (1853, 1866 посмертно) Гамильтон ввёл понятие вектора и вектор-функции, описал дифференциальный оператор {\displaystyle \nabla } («набла», 1846) и многие другие понятия векторного анализа. Он определил в качестве операций над новыми объектами скалярное и векторное произведения, которые для кватернионов получались чисто алгебраически (при обычном их умножении). Гамильтон ввёл также понятия коллинеарности и компланарности векторов, ориентации векторной тройки и др.
Компактность и инвариантность векторной символики, использованной в первых трудах Максвелла (1873), заинтересовали физиков; вскоре вышли «Элементы векторного анализа» Гиббса (1880-е годы), а затем Хевисайд (1903) придал векторному исчислению современный вид. Примечательно, что уже в работах Максвелла кватернионная терминология почти отсутствует, фактически заменённая на чисто векторную. Термин «векторный анализ» предложил Гиббс (1879) в своём курсе лекций.